# Кубок Таїланду з футболу 2024—2025
Кубок Таїланду з футболу 2024-25 — 32-й розіграш кубкового футбольного турніру в Таїланді. Титул всьоме здобув Бурірам Юнайтед.

## Календар
| Раунд        | Дата                           | Матчі | Клуби   |
| ------------ | ------------------------------ | ----- | ------- |
| Перший раунд | 11 вересня 2024                | 12    | 76 → 64 |
| 1/32 фіналу  | 19-27 листопада 2024           | 32    | 64 → 32 |
| 1/16 фіналу  | 18 грудня 2024 - 29 січня 2025 | 16    | 32 → 16 |
| 1/8 фіналу   | 9 квітня 2025                  | 8     | 16 → 8  |
| 1/4 фіналу   | 23 квітня - 3 травня 2025      | 4     | 8 → 4   |
| 1/2 фіналу   | 10 травня 2025                 | 2     | 4 → 2   |
| Фінал        | 24 травня 2025                 | 1     | 2 → 1   |

## 1/8 фіналу
| Команда 1            | Рахунок | Команда 2             |
| -------------------- | ------- | --------------------- |
| 9 квітня 2025        |         |                       |
| Самут Сахон Сіті (3) | 1:4     | Накхонратчасіма       |
| Сурін Сіті (3)       | 1:4     | Патум Юнайтед         |
| Бангкок Юнайтед      | 1:2 дч  | Муанг Тонг Юнайтед    |
| Супханбурі (2)       | 1:7     | Ратчабурі             |
| Кхонкен (3)          | 0:1     | Сукхотхай             |
| Чантхабурі (2)       | 2:1     | Райпрача (3)          |
| Пхрае Юнайтед (2)    | 2:1     | Накхон Сі Юнайтед (2) |
| Бурірам Юнайтед      | 2:1 дч  | Чіанграй Юнайтед      |

## 1/4 фіналу
| Команда 1       | Рахунок | Команда 2          |
| --------------- | ------- | ------------------ |
| 23 квітня 2025  |         |                    |
| Накхонратчасіма | 1:3     | Патум Юнайтед      |
| Сукхотхай       | 2:5     | Муанг Тонг Юнайтед |
| Ратчабурі       | 7:1     | Пхрае Юнайтед (2)  |
| 3 травня 2025   |         |                    |
| Чантхабурі (2)  | 0:1     | Бурірам Юнайтед    |

## 1/2 фіналу
| Команда 1          | Рахунок | Команда 2     |
| ------------------ | ------- | ------------- |
| 10 травня 2025     |         |               |
| Бурірам Юнайтед    | 3:0     | Патум Юнайтед |
| Муанг Тонг Юнайтед | 3:2     | Ратчабурі     |

## Фінал
| 24 травня 2025 14:00 (EEST) |

| Муанг Тонг Юнайтед          | 2:3      | Бурірам Юнайтед                    |
| --------------------------- | -------- | ---------------------------------- |
| Арджвірай 45+5' (пен.), 72' | Протокол | Біссолі 27' (пен.), 51' Чаушич 35' |

| Таммасат Стедіум, Патхумтхані Глядачів: 16 370 Арбітр: Ванг Ді |